# Хей, Джон, 1-й маркиз Твиддэйл
Джон Хэй, 1-й маркиз и 2-й граф Твиддэйл (англ. John Hay, 1st Marquess of Tweeddale; 13 августа 1625, Гиффорд, Шотландия — 11 августа 1697, Эдинбург, Шотландия) — шотландский аристократ и политик, занимал должности лорда-канцлера Шотландии и лорда-верховного комиссара парламента Шотландии.

## Ранняя жизнь
Родился в 1625 году. Старший сын Джона Хэя, 1-го графа Твиддэйла (1593—1653), и леди Джин Сетон (? — 1625). После смерти матери, через несколько дней после его рождения в 1625 году, его отец вторично женился на леди Маргарет Монтгомери (1617—1665), старшей дочери Александра Монтгомери, 6-го графа Эглинтона (1588—1661), и леди Энн Ливингстон (старшей дочери Александра Ливингстона, 1-го графа Линлитгоу). Он получил образование в Эдинбургском университете. После смерти его отца в 1653 году его мачеха снова вышла замуж за Уильяма Каннингема, 9-го графа Гленкэрна (1610—1664), От второго брака своего отца у него был младший сводный брат, достопочтенный Уильям Хэй из Драмелзьера (1649—1726), который женился на достопочтенной Элизабет Сетон, единственной оставшаяся в живых дочери Александра Сетона, 1-го виконта Кингстона.
Его отец был старшим сыном и наследником Джеймса Хэя, 7-го лорда Хэя из Йестера (ок. 1564—1608), и леди Маргарет Керр (третьей дочери Марка Керра, 1-го графа Лотиана). Его мать была единственной дочерью Александра Сетона, 1-го графа Данфермлина, от его второй жены, леди Гризель Лесли (сводной сестры Джона Лесли, 6-го графа Роутса).

## Карьера
Во время Гражданской войны в Англии Джон Хей неоднократно переходил на сторону роялистов и парламентариев. Он сражался за короля Карла I и присоединился к нему в Ноттингеме в 1642 году, затем на стороне парламента в битве при Марстон-Муре в 1644 году из-за своего отношения к ковенантам, а четыре года спустя снова был на стороне роялистов в битве при Престоне.
Он стал 2-м графом Твиддэйлом 25 мая 1653 года и был заключен в тюрьму за поддержку Джеймса Гатри в 1660 году. Джон Хей дважды заседал в парламенте Содружества от Ист-Лотиана в 1656—1658, 1659—1660 годах.
Когда Карл II Стюарт был восстановлен на троне, Джон Хей был назначен лордом-президентом Шотландского совета в 1663 году и чрезвычайным лордом сессии в 1664 году. В том же 1664 году он был избран членом Королевского общества.
Он использовал свое влияние, чтобы смягчить разбирательства против ковенантов, но с ужесточением официального отношения в 1674 году он был отстранен от должности и от Тайного совета по совету Джона Мейтленда, 1-го герцога Лодердейла.
Он вернулся в казначейство Шотландии в 1680 году. Маркиз Твиддэйл поддержал Вильгельма III Оранского и стал тайным советником в 1689 году. Он был лордом-канцлером Шотландии с 1692 по 1696 год.
Он поддержал Славную революцию в Шотландии и ему был пожалован титул 1-го маркиза Твиддэйла 17 декабря 1694 года. Будучи лордом-верховным комиссаром парламента Шотландии с 1694 по 1696 год, он приказал провести расследование резни в Гленко в 1695 году. Он был уволен с поста канцлера в 1696 году за поддержку плана Дариена.

## Личная жизнь

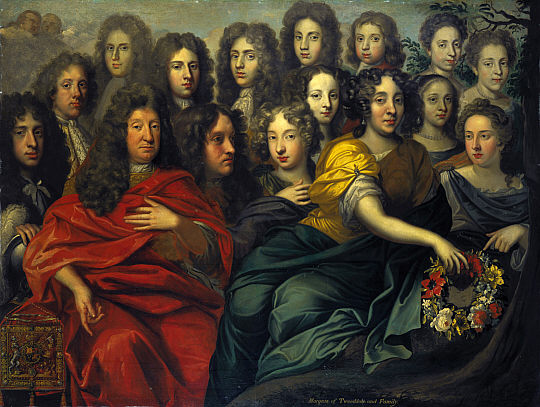
1-й маркиз Твиддэйл со своей женой Джейн, их детьми и женами их детей

4 сентября 1644 года Джон Хей женился на леди Джейн Скотт (13 февраля 1628/1629 — ноябрь 1688), второй дочери Вальтера Скотта, 1-го графа Баклю (? — 1633), и леди Мэри Хей (? — 1631), третьей дочери Фрэнсиса Хея, 9-го графа Эрролла. У супругов были следующие дети:
- Джон Хэй, 2-й маркиз Твиддэйл (1645 — 20 апреля 1713), женившийся в 1666 году на леди Мэри Мейтленд (1645—1702), единственной дочери и наследнице Джона Мейтленда, 1-го герцога Лодердейла[8].
- Дэвид Хэй (июнь 1656 — декабрь 1737), который женился на Рэйчел Хейз (? — 1760), дочери сэра Джеймса Хейза из Грейт-Бедбери[8].
- Александр Хэй (июль 1663 — 31 июля 1737), в 1697 году женившийся на Кэтрин Чартерс, дочери Лоуренса Чартерса[8].
- Маргарет Хэй (1657 — 22 января 1753), которая в 1675 году вышла замуж за Роберта Кера, 3-го графа Роксбурга[8].
- Джейн Хэй (? — июль 1729), которая в 1693 году вышла замуж за Уильяма Дугласа, 1-го графа Марча (? — 1705)[8].

1-й маркиз Твиддэйл скончался 11 августа 1697 года в Эдинбурге. Ему наследовал его старший сын, Джон Хэй, 2-й маркиз Твиддэйл.

## Наследие
Его портрет работы сэра Питера Лели хранится в Шотландской национальной портретной галерее.